# Marginella susanae
Marginella susanae is een slakkensoort uit de familie van de Marginellidae. De wetenschappelijke naam van de soort is voor het eerst geldig gepubliceerd in 2009 door Veldsman & Jooste.